# Aus- und Fortbildungskanal
Aus- und Fortbildungskanäle (auch Ausbildungsfrequenz genannt) sind Hörfunk- und Fernseh-Veranstalter, die der Ausbildung, Förderung und praktischen Erprobung des journalistischen Nachwuchses dienen, meist für den kommerziellen privaten Rundfunk und den nichtkommerziellen Rundfunk.

## Organisation und Abgrenzung
In Deutschland wurden Aus- und Fortbildungskanäle bislang von den Landesmedienanstalten in Bayern, Sachsen, Hamburg und Nordrhein-Westfalen gegründet, zusammen mit den jeweiligen zu diesem Zweck gegründeten Trägervereinen (auch Trägerkreis genannt). Dazu gehören unterschiedliche gesellschaftliche Organisationen, Universitäten, aber auch private und andere nicht universitäre Bildungseinrichtungen und Medienunternehmen. Finanziert werden diese überwiegend von den Landesmedienanstalten und den Mitgliedsorganisationen und -firmen. Werbung wird normalerweise nicht gesendet. Soweit auch Universitäten zum Trägerkreis der als GmbH oder Verein organisierten Programmveranstalter gehören oder diesen gar dominieren, ist die Unterscheidung zum reinen Hochschulradio nicht eindeutig.
Im Gegensatz zu Freien Radios, Offenen Kanälen und Bürgerfunk werden Zugangsvoraussetzungen, Programmelemente und Strukturen durch die jeweilige Medienaufsichtsbehörde im Hinblick auf Ausbildungsziele festgelegt. Die jeweiligen Satzungen regeln recht detailliert, wer mit welchen Voraussetzungen mitmachen darf, ob und in welchem Umfang Sponsoring betrieben werden darf, welche Programmformate in welcher Form umzusetzen sind usw.
Ein öffentlich-rechtlicher Vorläufer war das Stadtradio Saarbrücken vom SR (1986–91; UKW 94,2).
In Österreich wird die Lizenz zum Senden auf Ausbildungsfrequenzen von der KommAustria vergeben. Sie sind auf ein Jahr beschränkt und müssen danach um jeweils ein weiteres Jahr verlängert werden. Sie unterliegen in Österreich dem Werbeverbot. Nur Sponsornennungen wie „Das Wetter wird präsentiert von Firma XY“ sind möglich.

## Aus- und Fortbildungskanäle im deutschsprachigen Raum

### Deutschland
- M94.5, München (seit 1996)
- Max neo, Nürnberg (seit 1996)
- SAEK Sächsische Ausbildungs- und Erprobungskanäle (1997–2021)
- 99drei Radio Mittweida (seit 2004)
- tide Hamburg (seit 2004)
- NRWision Dortmund (TV-Lernsender, seit 2009 Nachfolger von floriantv)

### Österreich
- Radio Radieschen in der Südweststeiermark (seit 2005)
- Radio Radieschen in Wien

#### Ehemalige Sender
- Stadtradio Saarbrücken vom SR (1986–91)
- Radio Soundportal in Graz, vormals 97.9 FM jetzt aber mit 10 Jahres-Volllizenz
- Radio Melange 104.6 in Graz